# Checa
Checa – gmina w Hiszpanii, w prowincji Guadalajara, w Kastylii-La Mancha, o powierzchni 179,68 km². W 2011 roku gmina liczyła 336 mieszkańców.